# Elektrokémiai lumineszcencia
Az  elektrokémiai lumineszcencia vagy más néven elektromosan generált kemolumineszcencia a lumineszcens jelenségek egyik fajtája, amely oldatokban keletkezik elektrokémiai reakciók során.
Az elektromosan generált kemolumineszcencia során az elektrokémiai úton képződő köztitermékek erősen exergonikus reakción keresztül gerjesztett elektronállapotba jutnak, melyből azután fénykibocsátással kerülnek alacsonyabb energiaszintre.
Az elektromosan generált kemolumineszcenciát az elektromosan gerjesztett anyagban elektrontranszfer- (redoxi)reakció okozza. Ez a lumineszkálás a kemolumineszkálás egy formája, ahol a reagens(ek) az elektródokon keletkeznek.
Az elektromosan generált kemolumineszcencia akkor figyelhető meg, amikor néhány volt feszültséget kapcsolnak egy elektrokémiai cellára, melyben lumineszcens anyagot tartalmazó oldat található (policiklusos aromás szénhidrogének, fémkomplexek aprotikus szerves oldószerben).

## Alkalmazás
Az  elektrokémiai lumineszcencia jó eszköz az analitikai alkalmazásokban, ahol igen érzékeny és szelektív módszert jelent. A módszer kombinálja a kemolumineszcens analízis előnyeit a reakció egyszerű vezérlésével, az elektródák feszültségszabályozásával. A szelektivitást az elektródák potenciáljának a változtatásával lehet szabályozni.
Általában ruténiumvegyületeket használnak ([Ru (Bpy)3]2+), melyek a 620 nm-es tartományban emittálnak fotonokat TPA-val (tripropil-amin) regenerálva folyékony fázisban vagy folyékony-szilárd átmenetben.
A fotonok detektálása fotoelektron-sokszorozó csővel, szilícium alapú fotodiódával, vagy arannyal bevont üvegszálas optikai érzékelővel történik.

## Fordítás
Ez a szócikk részben vagy egészben  az   Electrochemiluminescence című angol Wikipédia-szócikk ezen változatának fordításán alapul.  Az eredeti cikk szerkesztőit annak laptörténete sorolja fel. Ez a jelzés csupán a megfogalmazás eredetét és a szerzői jogokat jelzi, nem szolgál a cikkben szereplő információk forrásmegjelöléseként.